# La Terre des hommes rouges
Pour plus de détails, voir Fiche technique et Distribution.
La Terre des hommes rouges (La terra degli uomini rossi - Birdwatchers) est un film italo-brésilien réalisé par Marco Bechis, sorti en 2008.

## Synopsis
Au Brésil, dans la région du Mato Grosso, un groupe d'indiens guaranis se rebellent contre les fazendeiros qui les exploitent.

## Fiche technique
- Titre français : La Terre des hommes rouges
- Titre original italien : La terra degli uomini rossi - Birdwatchers
- Titre portugais : BirdWatchers - A Terra dos Homens Vermelhos
- Réalisation : Marco Bechis
- Scénario : Marco Bechis et Luiz Bolognesi avec la collaboration de Lara Fremder
- Musique : Andrea Guerra
- Producteur : Marco Bechis, Amedeo Pagani, Fabiano Gullane, Caio Gullane, Sônia Império Hamburger, Débora Ivanov, Gabriel Lacerda
- Durée : 108 minutes
- Sortie : 2008
- Date de sortie : 17 décembre 2008 en  France
- Pays : Brésil, Italie

## Distribution
- Taiane Arce : Kinha
- Alicélia Batista Cabreira : Lia
- Chiara Caselli : Béatrice
- Leonardo Medeiros : Moreira, le patron de la ferme
- Ambrósio Vilhava : Nádio
- César Chedid : Farmer
- Temily Comar : Maria's friend
- Nelson Concianza : Nhanderu
- Eliane Juca da Silva : Mami
- Fabiane Pereira da Silva : Maria
- Luciane da Silva : Rosália
- Camila Caetano Ferreira : Elma
- Inéia Arce Gonçalves : Maid
- Matheus Nachtergaele : Dimas
- Urbano Palácio : Josimar
- Abrísio da Silva Pedro : Osvaldo
- Claudio Santamaria : Roberto
- Poli Fernandez Souza : Tito
- Ademilson Concianza Verga : Irineu
- Luiz Mário Vicente : Attorney general